# Iacobeni, Harghita
Iacobeni (în maghiară Kászonjakabfalva) este un sat în comuna Plăieșii de Jos din județul Harghita, Transilvania, România.

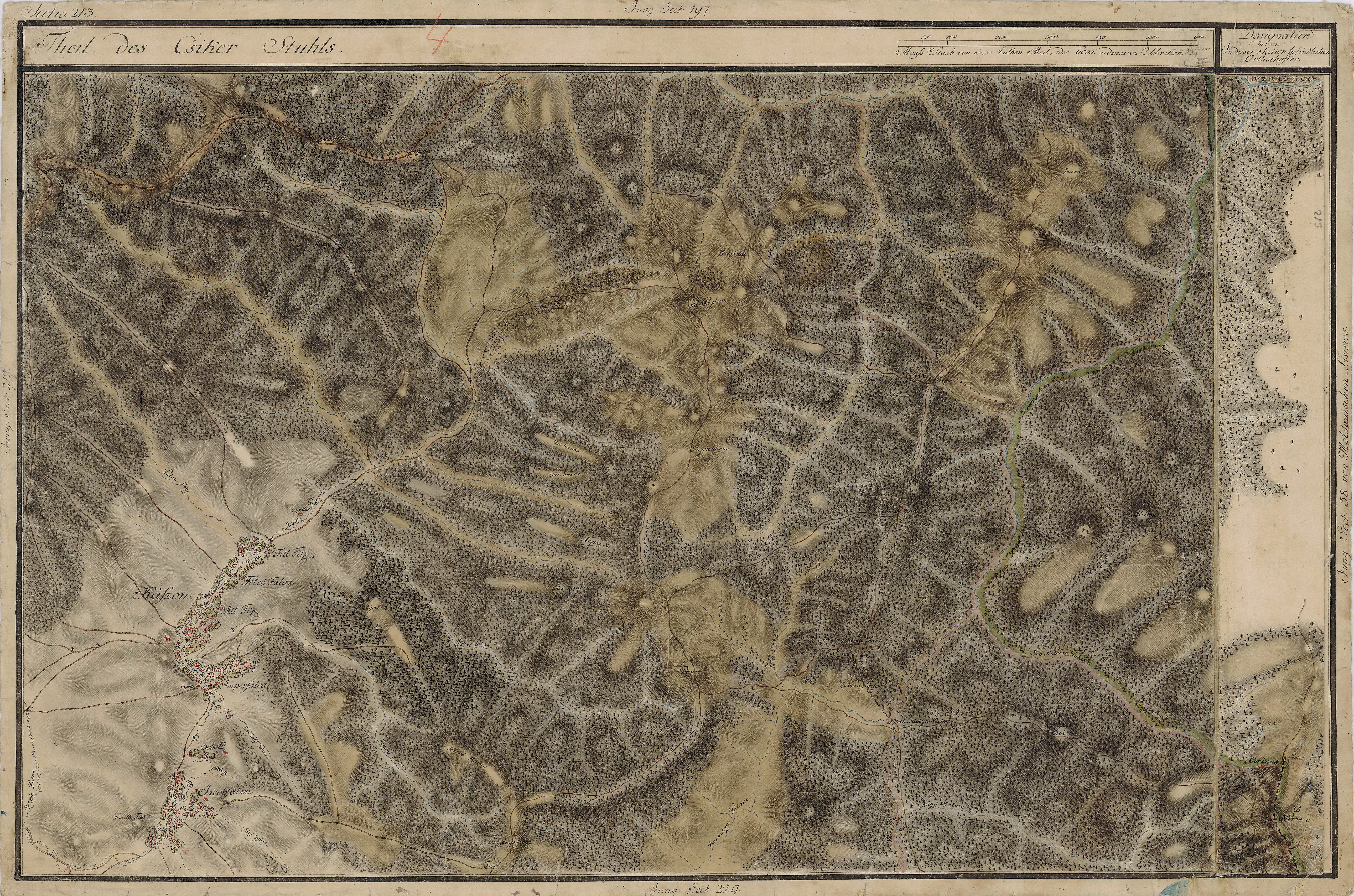
Iacobeni în Harta Iosefină a Transilvaniei, 1769-1773

Satul Iacobeni este cel mai important sat din comuna Plăieșii de Jos, având o populație de aproape jumătate din întreaga comună.
 Acest articol despre o localitate din județul Harghita este deocamdată un ciot. Puteți ajuta Wikipedia prin completarea lui.